# Coup de tabac
Coup de tabac (titre original : Snuff) est le trente-quatrième livre des Annales du Disque-monde, saga écrite par Terry Pratchett. Il a été publié en octobre 2011 en Grande-Bretagne puis le 25 octobre 2012 en France chez les éditions L'Atalante, traduit par Patrick Couton.

## Résumé
Samuel Vimaire, commissaire divisionnaire du Guet d'Ankh-Morpok, tente une fois de plus de prendre des vacances à l'instigation de son épouse Dame Sybil. Accompagnés de leur fils et de leur majordome Villequin, ils se rendent pour deux semaines au Manoir des Ramkin, à la campagne.
Mais l'arrière-pays censé être reposant ne l'est pas tant que ça. De sous-entendus en non-dits, un crime semble se cacher derrière l'apparence bucolique du petit village dans lequel le policier se repose. En effet, les habitants du coin semblent n'avoir que du dédain pour la population locale gobeline, souvent comparée à de la « vermine ».
L'enquête de Samuel Vimaire prendra un tour très personnel au début de son séjour. En effet, après une rixe de taverne avec le forgeron local, il est convié à se rendre sur une colline proche, à minuit, pour en apprendre plus sur un mystérieux crime. Une fois sur place, point de forgeron, mais énormément de sang - et le lendemain, l'agent de police du patelin (Leterme) se rend chez lui, en l'inculpant pour présomption de meurtre sur la personne dudit forgeron, disparu depuis la veille.
Samuel Vimaire découvrira vite que le sang sur la colline est celui d'une jeune gobeline, violemment tuée par des gens du village dans le but de l'accuser du meurtre. Ce meurtre n'est d'ailleurs pas illégal en soi, mais il avait pour but de faire croire à l'assassinat du forgeron. Samuel Vimaire, n'acceptant pas que les gobelins, qui sont capables de penser, soient traités comme des animaux, poursuit activement son enquête.
Il découvre que ce meurtre sert à dissimuler plusieurs activités : contrebande, trafic de drogues troll, et surtout l'enlèvement et la déportation massive des gobelins. À la suite d'un périple à pieds, à cheval et en bateau, il finit par empêcher une nouvelle rafle, et par démasquer les auteurs de tous ces forfaits, en l'occurrence des notables du voisinage qui abusaient de leurs privilèges.
Puis, avec l'aide de Dame Sybil, il amène les plus grands responsables politiques du Disque, comme le seigneur Vétérini, le vice-roi Rubis-noir des trolls, Dame Margalotta d'Uberwald et le représentant du petit Roi des nains, à prendre conscience de l'extraordinaire capacité artistique des gobelins, faisant ainsi rejoindre à cette espèce les rangs des « Citoyens », protégés par la loi. Enfin, il repart, sur ordre de sa femme, vers deux nouvelles semaines de véritables vacances.